# Sphaerium bequaerti
Sphaerium bequaerti é uma espécie de bivalve da família Pisidiidae.
Pode ser encontrada nos seguintes países: Burundi, República Centro-Africana, Malawi e Tanzânia.
Os seus habitats naturais são: lagos de água doce.